# Hoplolabis badakhensis
Hoplolabis badakhensis är en tvåvingeart som först beskrevs av Alexander 1955.  Hoplolabis badakhensis ingår i släktet Hoplolabis och familjen småharkrankar. Inga underarter finns listade i Catalogue of Life.